# Sclerocactus
Sclerocactus Britton & Rose, 1922 è un genere di piante succulente della famiglia delle Cactacee.

## Descrizione
Le piante si presentano con fusti di forma globulare o cilindrica, generalmente singolo e percorso da 12-20 costolature irte di spine pungenti e rigide. Producono dei bei fiori di colore rosso diurni simili a campanule che si schiudono in estate e che hanno lunga durata.

## Distribuzione e habitat
Il genere Sclerocactus è diffuso nelle aree desertiche degli Stati Uniti meridionali (California, Arizona, Colorado, Nuovo Messico, Texas, Utah e Nevada) e del Messico settentrionale (Baja California, Sonora e Chihuahua).
Vivono in collina e in alta montagna, dai 500 ai 2 500 metri circa.

## Tassonomia
Il genere comprende le seguenti specie:
- Sclerocactus blainei S.L.Welsh & K.H.Thorne
- Sclerocactus brevihamatus (Engelm.) D.R.Hunt
- Sclerocactus brevispinus K.D.Heil & J.M.Porter
- Sclerocactus cloverae K.D.Heil & J.M.Porter
- Sclerocactus glaucus (K.Schum.) L.D.Benson
- Sclerocactus intertextus (Engelm.) N.P.Taylor
- Sclerocactus johnsonii (Parry ex Engelm.) N.P.Taylor
- Sclerocactus mariposensis (Hester) N.P.Taylor
- Sclerocactus mesae-verdae (Boissev. & C.Davidson) L.D.Benson
- Sclerocactus nyensis Hochstätter
- Sclerocactus papyracanthus (Engelm.) N.P.Taylor
- Sclerocactus parviflorus Clover & Jotter
- Sclerocactus polyancistrus (Engelm. & J.M.Bigelow) Britton & Rose
- Sclerocactus pubispinus (Engelm.) L.D.Benson
- Sclerocactus scheeri (Salm-Dyck) N.P.Taylor
- Sclerocactus sileri (L.D.Benson) K.D.Heil & J.M.Porter
- Sclerocactus spinosior (Engelm.) D.Woodruff & L.D.Benson
- Sclerocactus unguispinus (Engelm.) N.P.Taylor
- Sclerocactus warnockii (L.D.Benson) N.P.Taylor
- Sclerocactus wetlandicus Hochstätter
- Sclerocactus whipplei (Engelm. & J.M.Bigelow) Britton & Rose
- Sclerocactus wrightiae L.D.Benson

## Coltivazione
Queste cactacee hanno bisogno di una stanza arieggiata tutto l'anno, quindi è bene non confinarle in serra neppure in inverno. Devono essere abbondantemente annaffiate verso febbraio per la ripresa vegetativa, ma meno durante la stagione estiva e invernale.
Concimare abbondantemente da maggio a giugno. Il terreno deve essere sabbioso e drenante.
Possono resistere fino ad una temperatura di 7° sotto zero.